# Christin-Désirée Rudolph

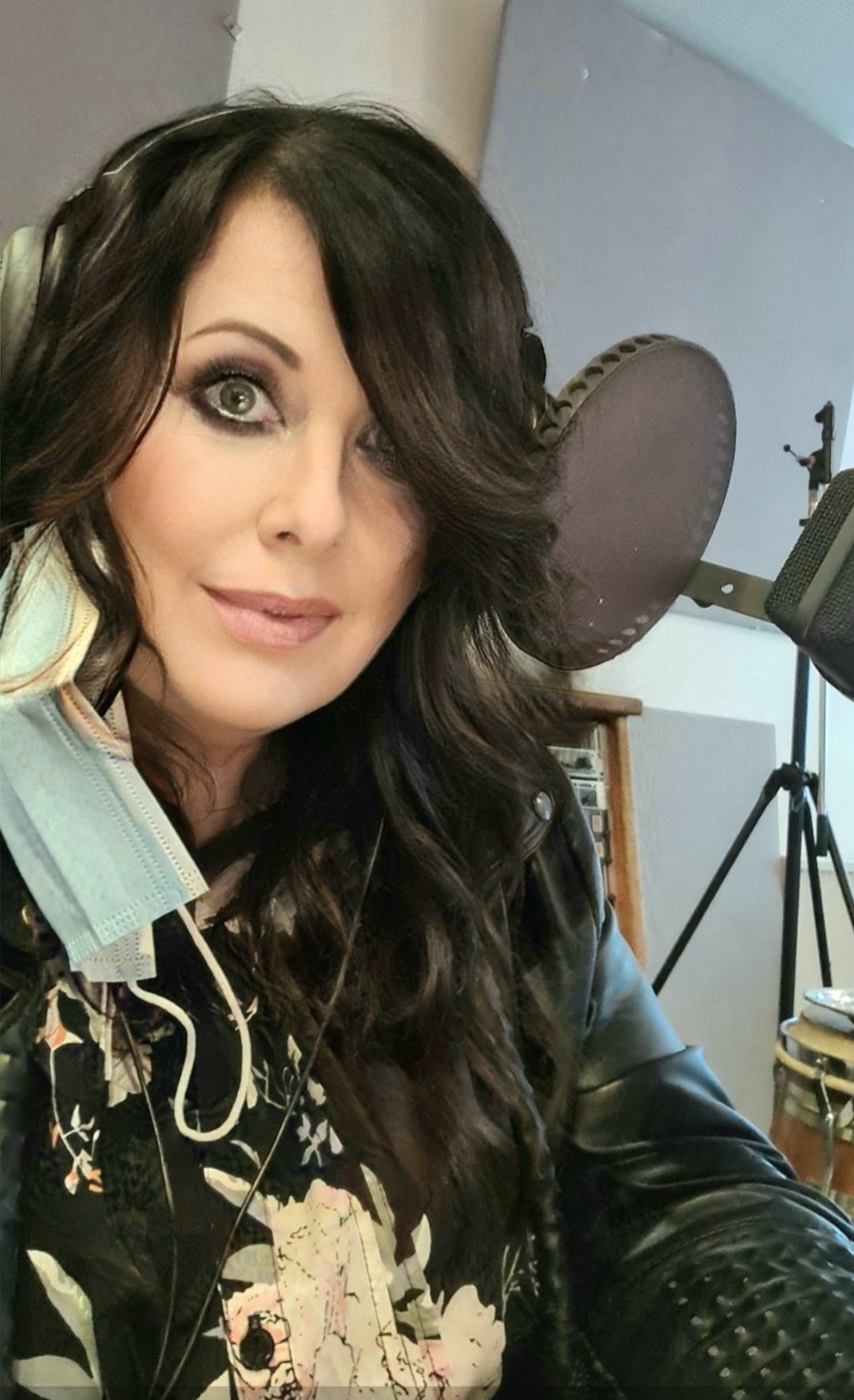
Christin-Désirée Rudolph (2020)

Christin-Désirée Rudolph (* 28. Januar 1966) ist eine deutsche Schriftstellerin mit Schwerpunkt auf Militärthemen und Zeitgeschichte.

## Leben
Rudolph wuchs als Einzelkind in Kuchen, einem Dorf am Fuß der Schwäbischen Alb, auf. Sie studierte Journalismus in Berlin, lebte zwischenzeitlich für zwei Jahre in Luzern in der Schweiz. Die Erfahrungen aus dieser Zeit sollten später zu ihrem ersten Buch führen. Zunächst arbeitete sie als freie Journalistin zu verschiedenen Themen, insbesondere im medizinischen Bereich.
Aufgrund eines von ihr verfassten Artikels erhielt sie ein Angebot, ihr erstes Buch zu schreiben. Dieses erschien 2003 unter dem Titel Going Swiss: Leben, Arbeiten und Pflegen in der Schweiz. In diesem Ratgeber beschäftigt sie sich vor allem mit medizinischen Berufen in der Schweiz. Später wandte sich Rudolph ausschließlich militärischen Themen zu und veröffentlichte Artikel im Y – Magazin der Bundeswehr. Danach folgten mehrere Buchveröffentlichungen über verschiedene Einheiten der Bundeswehr.
In ihrem Werk über die Jetpiloten der Bundeswehr begleitete sie unter anderem den Werdegang der Raumfahrerin in Reserve des Europäischen Astronautenkorps, Nicola Winter, auf ihrem Weg zur Eurofighterpilotin.

## Werke
- Going Swiss. Leben, Arbeiten und Pflegen in der Schweiz. Huber, Bern u. a. 2003, ISBN 3-456-83694-5.
- Zu intensiv gepflegt. Langzeitfolgen bei Intensivpflegepersonen. Bibliomed, Melsungen 2004, ISBN 3-89556-034-0.
- Himmel über Kosovo. CDR-Verlag, Bonn 2008, ISBN 978-3-00-023383-8.
- Eyes on Target. Die Fernspäher der Bundeswehr. Motorbuch-Verlag, Stuttgart 2008, ISBN 978-3-613-02852-4.
- Ready Set Go. Die Fallschirmjäger der Bundeswehr. Motorbuch-Verlag, Stuttgart 2009, ISBN 978-3-613-03018-3.
- Anker Wirf. Die Pioniere und Spezialpioniere der Bundeswehr. Motorbuch-Verlag, Stuttgart 2010, ISBN 978-3-613-03155-5.
- Ocean Eyes. Das U-Boot-Geschwader der Deutschen Marine. Motorbuch-Verlag, Stuttgart 2010, ISBN 978-3-613-03217-0.
- Soldaten unterm Rotor. Die Hubschrauberverbände der Bundeswehr. Motorbuch-Verlag, Stuttgart 2012, ISBN 978-3-613-03413-6.
- In the Line of Fire – Die Panzertruppe der Bundeswehr. Motorbuch-Verlag, Stuttgart 2013, ISBN 978-3-613-03546-1.
- Die Kampfschwimmer der Bundeswehr. Motorbuch-Verlag, Stuttgart 2014, ISBN 978-3-613-03647-5.
- Das Leck der Hitler-Thesen: Eine Psychopathographie. Rudolph, Rheine, 2016. ISBN 978-3-00-053332-7.
- Sound of Speed: Die Jetpiloten der Bundeswehr. Rudolph, Rheine, 2017. ISBN 978-3-00-054302-9.
- Eyes on Target. Die Fernspäher der Bundeswehr. Motorbuch-Verlag, Stuttgart 2022, ISBN 978-3-613-04512-5.
- Sniper. Die Scharfschützen der Bundeswehr. Motorbuch-Verlag, Stuttgart 2025, ISBN 978-3613046566.